# 黄选平
黄选平（1955年—），男性，回族，甘肃平凉人。中华人民共和国政治人物。

## 生平
2000年2月，担任临夏回族自治州委副书记、政法委书记。2002年，担任州长。2004年6月，任庆阳市委书记。2008年1月24日，当选为甘肃省政协副主席，并于2013年连任此职务。